# Garrett (Texas)
Garrett város az USA Texas államában, Ellis megyében. Lakosainak száma 829 fő (2020. április 1.).

## Népesség
A település népességének változása:

| 2010 | 806 |
| 2020 | 829 |